# 儿童禁入区

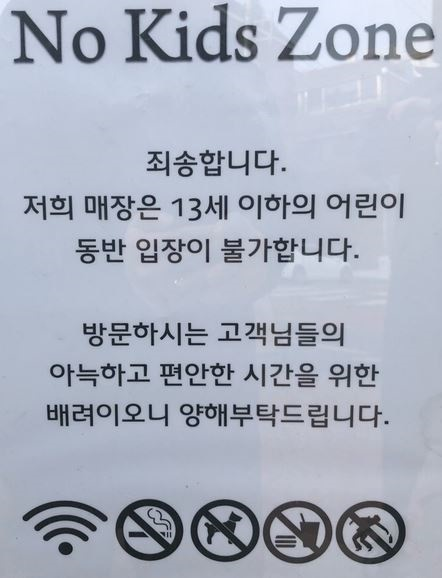
韩国一家咖啡馆的儿童禁入区，上面寫著禁止13岁以下儿童进入

儿童禁入区是一些地方劃定的禁止儿童进入的场所，主要位於大韩民国 ，是一種年齡歧視，源自於兒童恐懼症、幼稚主義及女性應在家帶孩童之觀念，其擁護者多為年輕或未婚族群。上海社會科學院副研究員、社會學家及教育學家華華（Hua Hua）表示，此行為實際上是反映擁護者無能力養育小孩，或者對當前社會、經濟環境中生育的困難和壓力感到排斥之情況。

## 起源
2012年，韓國一位餐廳服務員不小心燙傷孩子，孩子的母親在網路上批評了這家餐廳，餐廳老闆隨後被依法開罰，唯公眾認為是母親未能照顧好孩子所致。因此相比於瑞士、芬蘭等已開發國家大力打造友善幼童環境，在大眾運輸或其他空間上設立親子車廂、親子友善空間等設施，韓國境內於2012年初開始，積極設立儿童禁入区。在咖啡馆、餐馆、电影院、济州岛、甚至是政府的国立中央图书馆都紛紛設立儿童禁入区。

## 爭議與批評
兒童禁入區加劇韓國社會分化，相較於他國家對孩童有較高容忍度、喜愛孩童之態度，在韓國社群網站上發表諸如「我非常憎恨孩子」、「討人厭的媽媽蟲（맘충）」等言論，甚至是更激進的仇恨言論，往往可獲得多數人贊同。在兒童電影《冰雪奇緣2》上映期間，也有不少人抗議孩童太多，導致無法好好看電影。
雖然韓國民調認為兒童禁入區並不是歧視，且也不是降低生育率的原因，但當記者採訪年輕女性時，多數女性確實明確指出厭惡孩童風潮是不願意生小孩的原因之一，學界亦多認為兒童禁入區會降低生育率，奧克蘭理工大學教授海克·尚澤（Heike Schanzel），韓國育兒並不被視為健康社會的一部分，更加劇了社會分裂。而根據首爾大學及牛津大學研究指出，厭孩言論助長了「兒童禁入區」的合理化，也使得母親們在日常生活中受到更大的壓力，調查大量受訪者，發現即使母親及孩童沒有違反公共禮儀，母親仍然會因擔心被貼上「媽媽蟲」標籤而自我約束或減少外出。
而韓國國家人權委員會，更於2017年認定兒童禁入區是一種「歧視性」作法。 許多2、30歲的韓國人，不僅厭惡幼童，同時也厭惡孩童母親，延世大學教授邦妮·蒂蘭（Bonnie Tilland）也指出，兒童禁入區引領的風潮使韓國社會認為「母親應該乖乖在家照顧孩子，而不該外出」，是韓國年輕女性不願意生孩子的原因之一。而根據法國媒體Worldcrunch、日本朝日新聞等採訪，許多原本生活在國外的父母，當搬入韓國時，明顯感受社會對孩童的仇恨，因此不敢帶年幼的孩子出門；甚至原本欲生小孩的父母，到了韓國感受到社會對幼童之極低容忍度，及對孩童父母之厭惡後就不敢生。波特蘭州立大學的家庭學社會學家吳惠英（Woo Hyeyoung）指出，兒童禁入區反映了「對育兒的性別化期待」，強化了「女性應該在家照顧孩子」的觀念，因為雖兒童禁入區是禁止兒童，但比起父親，母親更常帶小孩，兒童禁入區無疑是叫媽媽在家乖乖呆好，故限制兒童進入公共空間「進一步加劇了育兒的挑戰」，並打擊了人們生育的意願。
羅格斯大學的兒童研究教授約翰·沃爾（John Wall）認為，商家應該禁止的是吵鬧和令人不安的行為，而非針對兒童，並表示，實際上醉酒成人在餐廳大聲叫喊遠比哭鬧的嬰兒更具干擾性。約克大學教授安妮·瑪麗·穆爾納根（Ann Marie Murnaghan）指出兒童禁入區是「幼稚主義」（即巨嬰）之體現，主要是因為這種區域的設立可能反映了一種「過度保護或過度專注於個人需求的心態」，忽視了社會中不同群體的共處與互動，且將兒童排除在某些公共空間之外，會加深成人與孩子之間的隔閡，而非促進相互理解和接納，這樣的做法也許反映了一種過度簡化的、缺乏包容性的心態。雪梨大學的兒童與家庭研究中心主任艾米·康利·賴特（Amy Conley Wright）認為，兒童禁入區破壞了世代之間的基本契約，即我們要照顧前、後世代，更批這種做法「非常短視」。
2021年，韓國議員龍慧仁在產後休息100日後，推著3個月大的嬰兒，首日外出便遭到咖啡廳禁止進入，龍慧仁指出避免妨礙他人已成藉口，事實上韓國社會已將母親視為罪犯，在當年進行的一項調查發現，超過七成的成年人讚成設立這些區域，不到二成的成年人反對（其餘的人尚未決定）。近幾年在龍慧仁的推動之下，反對設立兒童禁入區的行動有所增強，也開始提倡允許父母帶幼童上班與將兒童禁入區非法化等政策。

## 相關區域
除了兒童禁入區外，近年韓國也有許多類似區域，其主要理由都是避免妨礙他人，較常見的有：
- 「禁止青少年區」
- 「禁止老年人進入區」（老人行動不便、占據空間、影響氛圍）
- 「禁止40/50歲以上進入區」（可能騷擾服務員或愛喝酒）

其他較小眾的區域則包括：
- 「禁止說唱歌手區」（避免吵雜）
- 「禁止 YouTuber 區」（避免網紅拍攝影響顧客）
- 「禁止教授區」（教授對學生過於嚴格，干擾氣氛）